# Njemačka okupacija Čehoslovačke
Njemačka okupacija Čehoslovačke (1938. – 1945.) započela je nacističkom aneksijom Čehoslovačke u sjevernim i zapadnim pograničnim područjima, kolektivno poznatim kao Sudeti, pod uvjetima navedenim u Sporazumu iz Münchena. 
Njemački nacistički vođa Adolf Hitler, kao povod za ovu okupaciju uzeo je navodnu ugroženost etničke njemačke populacije, koja živi u tim područjima. Čehoslovačka je imala nove pogranične utvrde na tom području.
Nakon Anschlussa Austrije, u ožujku 1938., osvajanje Čehoslovačke postalo je Hitlerov sljedeći pohod. Okupacijom Sudeta, koji su postali dio nacionalsocijalističke Njemačke, ostatak Čehoslovačke ostao je slab i nemoćan da se odupre naknadnom zauzimanju. 
Dana 16. ožujka 1939. godine, njemački Wehrmacht okupirao je i ostatak Čehoslovačke, a u Praškome dvorcu, Hitler je novoosvjenom području dao naziv Protektorat Češka i Moravska. 
Za razliku od Slovačke kojoj je priznata samostalnost, češke pokrajine su anektirane i administrativno podijeljene: periferni dijelovi Češke nastanjeni Sudetskim Nijemcima su stavljeni pod direktnu njemačku upravu, dok su središnji dijelovi nastanjeni Česima pretvoreni u državni protektorat. Nakon poraza sila Osovine u ratu, protektorat prestaje postojati i njegova teritorij je uključena u obnovljenu Čehoslovačku. 